# Rákosnička madagaskarská
Rákosnička madagaskarská (Heterixalus madagascariensis) je druh žáby z čeledi rákosničkovitých. Je endemickým druhem Madagaskaru. Jejím přírodním stanovištěm jsou tropické a subtropické lesy, vlhké savany a také sezoně vlhké nebo zatopené nížinné louky, mokřady, sladkovodní močály, a jezírka nebo rybníky. Žába je v dospělosti velká cca 4 cm. U druhu se vyvinulo mnoho barevných forem, během noci potom může získávat tmavší odstíny. Ve své domovině je hojný, Mezinárodní svaz ochrany přírody rákosničku madagaskarskou hodnotí jako málo dotčený taxon.

## Potrava
Za potravu této žábě slouží převážně menší hmyz, např. menší cvrčci, mouchy, larvy potemníků moučných, atd.